# Пэкджон

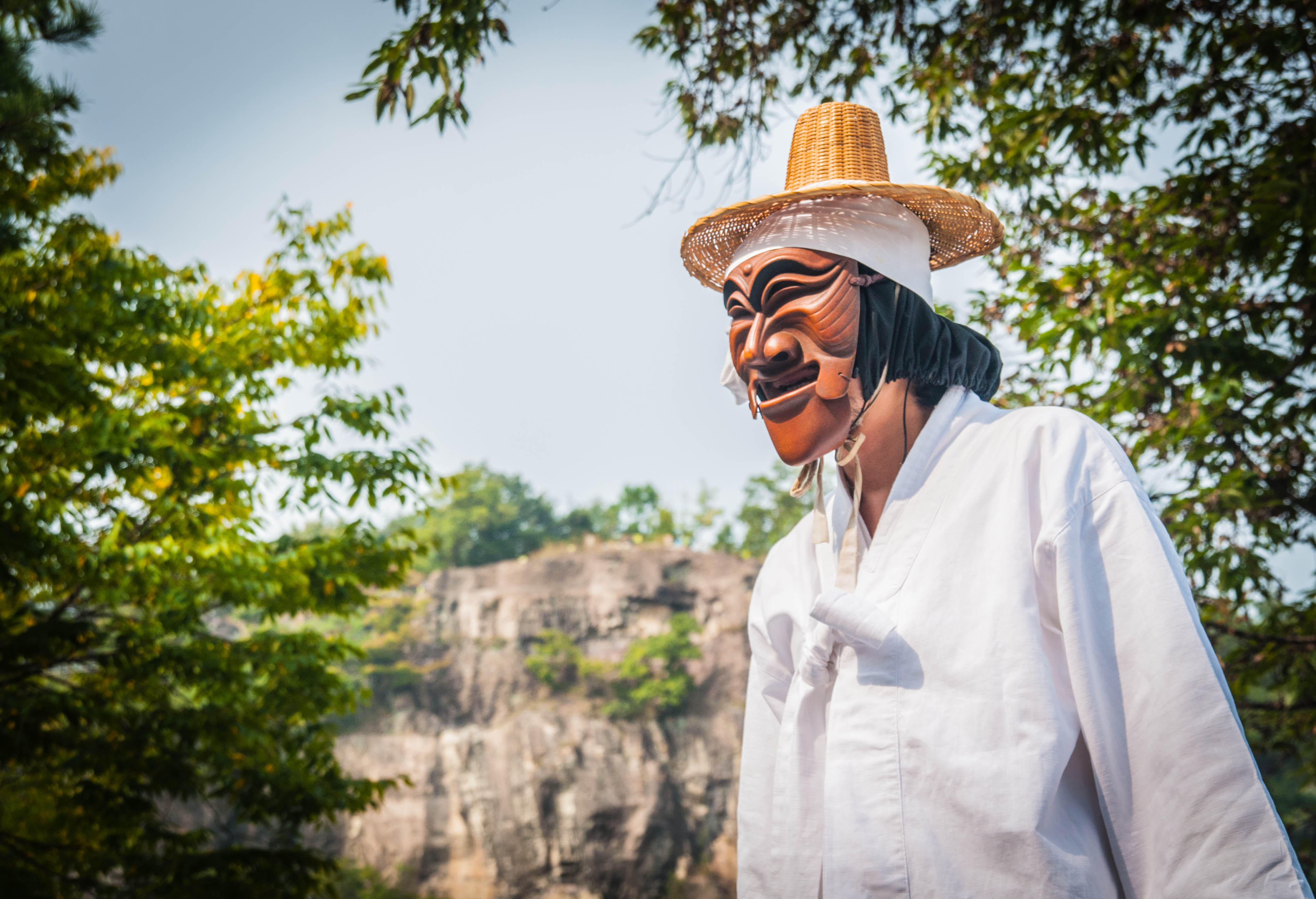
Человек в маске в роли мясника Пэкджон в пьесе

Пэкджо́н (кор. 백정) — бывшая каста неприкасаемых в Корее, происходящих из некоторых меньшинств, кочевых групп оспариваемой этнической принадлежности. В начале периода Корё (918—1392 гг.) эти меньшинства в основном проживали в постоянных общинах. Однако монгольское вторжение оставило Корею в беспорядке и аномии, и эти группы стали кочевыми. Подгруппы пэкджон включали чэин (才人 — «артисты») и хваче (禾尺), или суче (水尺), которые были прежде всего мясниками. Пэкджон занимались определёнными профессиями: забой скота, кожевенное ремесло, плетение корзин и исполнение казней.
В период Корё термин «пэкджон» был нейтральным и использовался для обозначения простолюдинов. В Чосоне слово приобрело оскорбительный смысл, и использовалось для обозначения низшего класса общества (ср. рус. быдло), с чосонской эпохи это слово также использовалось чтобы унизить человека. В современной Южной Корее это слово в основном несёт значение «мясник», потеряло негативный окрас и даже используется в названиях ресторанов.
| Класс     | Хангыль | Ханча | Значение                |
| --------- | ------- | ----- | ----------------------- |
| Янбан     | 양반    | 兩班  | два вида аристократов   |
| Чунгин    | 중인    | 中人  | средние люди            |
| Санмин    | 상민    | 常民  | простолюдины            |
| Чхонмин   | 천민    | 賤民  | вульгарные простолюдины |
| - Пэкджон | 백정    | 白丁  | неприкасаемые           |
| - Ноби    | 노비    | 奴婢  | рабы (или крепостные)   |

## Источник
Согласно Чон Якёну, одному из самых выдающихся ученых в области методологии исторических исследований в период правления королей Чонджо (1777—1800) и королей Сунджо (1801—1834), одна из теорий гласит, что они были «татарами». Термин «татарин», по-видимому, был общим термином для всех северных народов, монголов, маньчжуров и так далее. В его книге происхождение пэкджон приписывается кочевой группе периода Корё, известной как янсучок (ханча): 楊水尺) или муджари (корейский: 무자리). Будучи пришлым народом, янсучок с трудом ассимилировались с местным населением. Они занимались изготовлением и продажей ивовых корзин. Они также умели забивать животных и любили охотиться.

## История

### В период Корё
От династии Корё (918–1392) до времен короля Седжона из династии Чосон, пэкджон не использовалось для обозначения низшего класса людей. Китайско-корейский термин пэкджон (白丁) первоначально означал «простые люди», значение, которое он до сих пор сохраняет в китайском и японском языках. По информации в Корёса , главном сохранившемся историческом памятнике Корё, ученые предполагают, что пэкчжон - это «человек, не имеющий бремени обязанностей (역, 役)». Термин представляет собой соединение пэк ( Корейский : 백 , Ханджа :白), что означает «белый/невинный/пустой», и джон ( Корейский : 정 , Ханджа :丁) «человек, личность». Таким образом, пэкджон или «пустой человек» означает группу крестьян, которым не была предоставлена земля, потому что они не получили определенных обязанностей от государства.
В период Корё термины для группы, которая позже будет известна как пэкджон, были янсучок (ханча:楊水尺), сучок (ханча:水尺), хвачок или хваче (ханча:禾尺), и муджари (корейский: 무자리 , вероятно, соединение 물 "вода" и 자리 «сиденье, место»). Они произошли от чжурчжэней или киданей, восходящих к началу Корё. Им нравилась групповая жизнь между собой, поэтому они продолжали жить во временных резиденциях, переезжая в разные районы. Они были распространены по всей стране, но особенно сконцентрированы в провинциях Пхёнган-до и Хванхэ-до . Они не были зарегистрированы в национальном реестре.

### В период Чосон
В ранние дни основания династии Чосон король Седжон объединил различные отверженные группы с обычными фермерами. Эта объединенная группа называлась «пэкджон», по названию общей крестьянской группы в период Корё. Король Седжон также внес их в семейный реестр, дал им земли для посадки, поселил их в постоянные общины и попытался держать их под контролем государства. Однако общая политика короля Седжона не смогла преодолеть предубеждения простых людей, которые продолжали дискриминировать потомков изгоев. Даже правительственные чиновники не следовали указаниям короля.
Более того, кажется, что пэкджон не так легко изменили свой образ жизни или род занятий. Они поселились в одном районе, но не пытались заниматься сельским хозяйством, вместо этого занимаясь производством и продажей плетеных изделий, забоем скота, пением и танцами. В этой ситуации интеграция пэкджон в рядовое крестьянство шла непросто, продолжалась практика дискриминации и подавления их. В частности, основная группа считала жизнь и обычаи мясников презренными, антиобщественными, ненормативными и даже потенциально преступными.

### Конец династии Чосон
Ближе к концу правления династии Чосон была создана организация взаимопомощи для пэкджон под названием Сындондога (корейский: 승동도가, ханджа: 承洞 都家) с представителями различных общин. Организация участвовала в принятии мер против правонарушений, координировании улучшений в этой группе и временами выступала в качестве официального представителя пэкджон в юридических вопросах. В 1894 году корейская кастовая система была юридически упразднена реформой Габо . Однако социальная дискриминация пэкджон не прекратилась. Семейный реестр пэкджон по-прежнему был отдельным, и в разделе «род занятий» их имена были отмечены словом 屠 漢 («мясник») или красной точкой. Тем не менее реформа Габо гарантировала, что пэкджон могут стать чиновниками, учеными или художниками, если у них будут способности. Хотя они по-прежнему были в значительной степени ограничены своими традиционными занятиями, измененные правила в 1896 году позволили непэкджонам стать лицензированными мясниками, что в конечном итоге привело к мясным предприятиям, которые вытеснили многих из одного из немногих доступных им занятий.
Однако, хотя улучшение социального статуса пэкджон происходило медленно, для простолюдинов (низших янмин ), которые экономически мало отличались от рабов, все было по-другому. Уважение к правительственным чиновникам упало в 17 веке, когда они бежали от вторгшихся японцев и маньчжуров, оставив мирных жителей на их милость. Правительство также присвоило многим ополченцам статус класса янбан в обмен на их добровольную деятельность против этих захватчиков. Со временем, с ростом торговли, торговцы покупали поддельные семейные истории и официальные документы о статусе. В конце концов, около трех четвертей населения называли себя янбан .

### Современное использование
Термин «пэкджон» до сих пор используется в современном корейском обществе. Это особенно распространено в профессиях, связанных с сырым мясом, что влечет за собой негативное социальное клеймо. Несмотря на это, «пэкджон» широко используется в названиях корейских ресторанов, обозначая заведения для приготовления барбекю, где подают сырое маринованное мясо и готовят его за столом. В этом контексте пэкджон носит описательный характер и не несет негативной коннотации.

## Работа

### Палачи
На протяжении большей части эпохи Чосон их также заставляли служить палачами . Когда к сообществу пэкджон обращались с просьбой предоставить палача, эту работу поручали какому-то незадачливому члену, иногда практически сумасшедшему.

### Мясники
Пэкджон выполняли работу, к которой ни один уважающий себя кореец-буддист не притронулся, включая работу с животными. Забой животных, выделка кожи — другие корейцы избегали таких нечистых обязанностей, поэтому де-факто их выполняли пэкджон. Другими словами, перед группой были поставлены самые унизительные задачи в корейском обществе. Их также считали моральным нарушением буддийских принципов, из-за чего корейцы считали работу с мясом загрязняющей окружающую среду и греховной, даже если они считали потребление мяса приемлемым. Во второй половине династии Чосон пэкджон приняли принципы конфуцианства и не убивали животных в течение трех лет после того, как умерли их родители.

## Дискриминация
Группа долгое время подвергалась серьезной социальной дискриминации в корейском обществе . Пэкджон считались презренными и загрязненными людьми, которых другие боялись и избегали встречи. Пэкджон не могли жить в доме с черепичной крышей, им не разрешалось носить шелковую одежду, кожаную обувь или кат  (традиционная корейская шляпа из конского волоса). Когда пэкчжон выходили из дома, им приходилось надевать пэрэнги  или бамбуковые шляпы. с должны были опускаться перед янгин, и им было запрещено курить или пить в их присутствии. Пэкджон не могли ездить в носилках или на лошади, когда они женились, а замужняя женщина не могла носить заколку для волос . Пэкчжон не разрешалось использовать фамилии и использовать определенные символы в своих личных именах, таких как 仁 «доброжелательность», 義 «праведность», 禮 «обряды» или 智 «мудрость». Степень, в которой они считались нечистыми людьми, хорошо иллюстрируется тем фактом, что их тела хранились на отдельных кладбищах, чтобы не смешиваться с телами янмин .

## Влияние религии
Тонхак и христианство оказали большое влияние на пэкджон. Эти системы верований подвергли пэкджон — и корейцев в целом — концепциям эгалитаризма и социального равенства. Влияние этих религий стало связано с общественным движением.

### Тонхак
К концу 19 века усилился импульс к человеческому достоинству и либерализации. Особое значение имел рост некоторых религий, поддерживающих перемены. Тонхак, корейская националистическая религия, хотела положить конец несправедливым условностям. Крестьяне Тонхак подняли восстание в 1894 году в защиту прав человека, особенно тех, кто находился на низшей социальной лестнице. Среди прочего, они потребовали, чтобы пэкджон больше не заставляли носить дискриминационные шляпы, а вдовам разрешалось вступать в повторный брак. Хотя это восстание в конечном итоге не увенчалось успехом, оно стало важным стимулом для реформы Габо и помогло отменить классовую структуру, которая налагала юридические ограничения на определенные группы. Однако пэкджон выиграли от этих изменений гораздо меньше, чем другие группы, такие как рабы .

### Христианство
Другое крупное религиозное влияние на права человека пришло через христианство. Некоторые миссионеры обратили пэкджон в христианство, заявив, что все имеют равные права перед Богом . Однако в христианских общинах не все были равны, и протесты вспыхнули, когда миссионеры попытались интегрировать пэкджон в богослужения, при этом не-пэкджон сочли такие попытки нечувствительными к традиционным представлениям о социальном статусе. Таким образом, и Тонхак, и христианство открыли для пэкчджон и корейцев в целом концепции эгалитаризма и социального равенства. Параллельно с ростом этих идей происходили переходные процессы в корейском обществе в целом, особенно в отношении социальных классов.

## Социальные движения
Начиная с конца 19-го и начала 20-го веков, пэкджон начали сопротивляться существующей против них открытой социальной дискриминации. В 1900 году лидеры 16 округов обратились к мэру Чинджу с просьбой разрешить носить ту же одежду и головные уборы, что и другие люди. Когда другие жители севера отказались носить унизительную одежду, которую от них традиционно ожидали, и были заключены в тюрьму, их попытались освободить. Растущий индустриализм в Корее начал подрывать господство пэкджон в определенных профессиях, особенно когда японцы начали контролировать скотобойни и использовать их в качестве наемных работников.
Однако по мере того, как некоторые пэкджон впадали в финансовое отчаяние, ослабление сегрегации привело к тому, что другие получили прибыль от изменений, что дало им возможность финансировать усилия по изменению. Помимо финансовых ресурсов, организация была также укреплена благодаря давним связям, созданным посредством сегрегации и тесных социальных сетей. Благодаря этим человеческим и финансовым ресурсам, упору на прогрессивные модели и чувству социальной депривации и дискриминации созрели условия для того, чтобы пэкджон мобилизовались для перемен. Одно из первых таких движений было в 1910 году, когда Чан Чип Иль, позже влиятельный член Хёнпхёнса, безуспешно пытался создать профсоюз мясников. В 1921 году корейские и японские предприниматели основали Джипсон Джохап, пытаясь помочь мясникам в бедности. Однако эти усилия по улучшению экономических условий вскоре были омрачены организацией с более широкими целями.
Хёнпхёнса была основана в Чинджу 23 апреля 1923 года благодаря союзу богатых или образованных сторонников перемен из числа пэкджонов и непэкджонов, выступавших за «отмену классов и презрительных наименований, просвещение членов и поощрение взаимной дружбы между членами». Они выступал как за индивидуальные гражданские права, так и за общинное товарищество, признавая, что группа должна сохранять свою идентичность под давлением таких изменений, как урбанизация и индустриализация, которые угрожали атомизировать сообщество. Таким образом, Хёнпхёнса преследовали как равенство прав человека, так и право ассимилироваться с более широкой публикой, даже когда это работало на формирование общей идентичности. В 1927 ряд членов Хёнпхёнса были арестованы за участие в создании подпольной националистической организации. Их отсутствие было частично ответственно за сдвиг организации в сторону левых социалистов в конце 1920-х годов. Власть внутри организации менялась несколько раз, включая переход в 1925 году от первоначальной фракции Чинджу, выступавшей за реформу образования, к группе сеульских интеллектуалов, более заинтересованных в экономических реформах, основанных на традиционных занятиях.
На национальной конференции 1931 года они вызвали полемику внутри движения, представив предложение о роспуске, чувствуя, что организация отказалась от своих первоначальных целей в пользу целей руководивших ею буржуазных интеллектуалов . Они считали, что роспуск лучше послужит их интересам, поскольку его заменили профсоюзы . Предложение о роспуске потерпело неудачу, но не без дальнейшего отчуждения более консервативных членов движения, которые уже были финансово ограничены более широкими экономическими условиями в Корее. Еще более фатальным для движения стал арест ряда молодых радикалов, обвиненных в создании тайной коммунистической организации «Молодежный авангард Хёнпхёнса», которая, по заявлению властей, требовала борьбы с феодализмом и отмены частной собственности. Судебный процесс по этому обвинению затянулся на четыре года, прежде чем подсудимые были признаны невиновными. Вполне вероятно, что «организация» была создана японскими властями для того, чтобы рабочее крыло Хёнпхёнса не мешало им в доступе к коже, необходимой для вторжения в Китай . В результате Хёнпхёнса сместились вправо, отказавшись от прогрессивных идеалов и окончательно распустились в 1935 году, заявив, что цели движения были успешно достигнуты.
Растущая мощь радикального крыла разделила движение, и большая часть экономической поддержки, оказываемой более богатыми пэкджонами, была прекращена, особенно в условиях Великой депрессии, которая негативно повлияла на торговлю мясом и кожей. Молодые социалисты из Хёнпхёнса наладили связи с другими движениями, пытаясь расширить движение и работать над «восстановлением Кореи в целом». Что еще более важно, они сосредоточились на социальной и экономической несправедливости, затрагивающей пэкджон, надеясь создать эгалитарное корейское общество. Их усилия включали борьбу с социальной дискриминацией со стороны высшего класса, властей и «простолюдинов», а также использование унижающих достоинство выражений в отношении детей в государственных школах.

## Смотрите также
- Янбан
- Санмин
- Чхонмин
- Ноби
- Неприкасаемые (социальная система)
- Буракумин — японский аналог пэкджон.
- Кагот - Подобные исторически преследуемые люди во Франции и Испании.
- Стили и титулы эпохи Чосон
- Ыйнё
- Общество эпохи Чосон

### на английском языке
- Осгуд, Корнелиус. 1951. Корейцы и их культура . Нью-Йорк: Рональд Пресс.
- Пассин, Герберт. 1957. «Пэкчон Кореи: краткая социальная история» Monumenta Nipponica . 12 (3/4): 195—240.
- Ким, Джун-Соп. 1999. «В поисках прав человека: движение Пэкчон в колониальной Корее», стр. 311—335 — " Колониальной современности в Корее « под редакцией Ги-Вук Шина и Майкла Робинсона. Кембридж; Лондон: Азиатский центр Гарвардского университета.
- Ким, Джун-Соп. 2003. Корейский Пэкджон под властью Японии: стремление к равенству и правам человека . Лондон; Нью-Йорк: Рутледж.

### на японском языке
- 上原善広, 2006. „コリアン部落“.ミリオン出版.
- 金永大, 1988. "朝鮮の被差別民衆».解放出版社.
- 金仲燮, 2003 衡平運動 朝鮮の被差別民・白丁その歴史とたたかい ".部落解放・人権研究所